# Jim Redler
Pour les articles homonymes, voir Redler.
Jim Redler est un acteur français, né le 19 juillet 1986.
Spécialisé dans le doublage, il est la voix française régulière de Shia LaBeouf (dont la saga Transformers), Jack Quaid et Corbin Bleu. Il a également été la voix de David Gallagher (Simon Camden) lors des premières saisons de la série télévisée Sept à la maison, et, dans l'animation, il a été la voix d'Olie dans Rolie Polie Olie.

## Biographie
Jim Redler est le fils cadet de Billie et Thierry Redler, ainsi que le frère de Romain, Arthur, Kim et Lou Redler.

## Théâtre
- 1996 : La Bonne Âme du Se-Tchouan de Bertolt Brecht
- 2006 : Papa, qu'est-ce que tu veux faire quand tu seras grand ?[n 1] de Thierry Redler

## Filmographie

### Cinéma
- 1992 : Jour de fauche de Vincent Monnet (court métrage)
- 2000 : Deuxième Vie de Patrick Braoudé : Cédric

### Télévision

#### Téléfilms
- 1996 : La Ferme du crocodile de Didier Albert : Marceau
- 1997 : L'Enfant perdu de Christian Faure : André
- 1999 : La Traversée du phare de Thierry Redler : Éric
- 1999 : Brigade des mineurs de Michaëla Watteaux : Simon
- 2000 : Suicide d'un adolescent de Mickaela Vato : Simon
- 2000 : Fugues de Marion Sarraut : Jo
- 2000 : Route de nuit de Laurent Dussaux : Lucas
- 2001 : Les Inséparables de Thierry Redler : Éric

#### Séries télévisées
- 1988 : Les Nouveaux Chevaliers du ciel de Jean-Michel Charlier
- 1995 : La Rivière Espérance, mini-série de Josée Dayan : François Paradou à 6 ans
- 1996-1997 : Le Refuge, épisodes La nuit du loup et La danse du cobra d'Alain Schwartsztein : Grégory
- 1997 / 2004 : Quai n° 1, épisodes Panique sur la gare et Amie amie de Patrick Jamain : Loïc / Fred
- 1998 : L'Instit, épisode Menteur de Christian Faure : Aymeric Lachesnay
- 2006 / 2010 : SOS 18, épisode Amours pompier de Bruno Garcia : Jérôme / épisode Pour un portable de Jean Sagols : Jonathan

### Publicités
- 1992 : Amora
- 1993 : Yabon

## Doublage

### Cinéma

#### Films
- Shia LaBeouf[2] dans :
  - Paranoïak (2007) : Kale Brecht
  - Transformers (2007) : Sam Witwicky
  - Transformers 2 : La Revanche (2009) : Sam Witwicky
  - Transformers 3 : La Face cachée de la Lune (2011) : Sam Witwicky
  - Des hommes sans loi (2012) : Jack Bondurant
  - Charlie Countryman (2014) : Charlie Countryman
  - Fury (2014) : l'officier militaire technicien Boyd « Bible » Swan
  - Le Cri du faucon (2019) : Tyler
  - Pieces of a Woman (2020) : Sean
  - The Tax Collector (2020) : Creeper

- Dave Franco dans :
  - Warm Bodies (2013) : Perry Kelvin
  - Nos pires voisins (2014) : Pete
  - Nos pires voisins 2 (2016) : Pete
  - Together (2025) : Tim
  - Regretting You (2025) : Jonah

- Corbin Bleu[2] dans :
  - High School Musical 3 : Nos années lycée (2008) : Chad Danforth
  - To Write Love on Her Arms (en) (2012) : Mackey
  - Nurse 3D (2014) : Steve
  - Courage et rodéo (en) (2019) : Diego

- Joe Alwyn dans :
  - Operation Finale (2018) : Klaus Eichmann
  - Le Livre de Catherine (en) (2022) : l'oncle George
  - Kinds of Kindness (2024) : l'homme évaluant les objets / Jerry / Joseph

- Jack Quaid dans :
  - Rampage : Hors de contrôle (2018) : Connor
  - Companion (2025) : Josh
  - Novocaine (2025) : Nathan « Nate » Caine

- Taylor Zakhar Perez dans :
  - The Kissing Booth 2 (2020) : Marco Peña
  - The Kissing Booth 3 (2021) : Marco Peña
  - 1Up (2022) : Dustin

- Alexander Owen dans :
  - La Bulle (2022) : Cyril
  - Et l'amour dans tout ça ? (2022) : Olly
  - Deep Cover (2025) : Beverly

- Austin North dans :
  - Joli désastre (en) (2023) : Shepley Maddox
  - Beautiful Wedding (2024) : Shepley Maddox
  - One Fast Move (en) (2024) : Cody

- Jesse Plemons dans : 
  - Magic Baskets (2002) : Ox
  - The Irishman (2019) : Chuckie O'Brien

- Zach Appelman dans : 
  - Kill Your Darlings (2013) : Luke Detweiler
  - Tel père (2018) : Steve

- Callum Turner dans :
  - Green Room (2015) : Tiger
  - Docteur Frankenstein (2015) : Alistair

- Evan Peters dans :
  - X-Men: Apocalypse (2016) : Peter Maximoff / Vif-Argent
  - X-Men: Dark Phoenix (2019) : Peter Maximoff / Vif-Argent

- Sam Heughan dans :
  - L'Espion qui m'a larguée (2018) : Sebastian Henshaw
  - Love Again : un peu, beaucoup, passionnément (2023) : Rob Burns

- Hero Fiennes-Tiffin dans :
  - The Silencing (2020) : Brooks Gustafson
  - The Woman King (2022) : Santo Ferreira

- Jacob Elordi dans :
  - 2 Hearts (2020) : Chris
  - Saltburn (2023) : Felix Catton

- Tom Brittney (en) dans :
  - USS Greyhound : La Bataille de l'Atlantique (2020) : le lieutenant Watson
  - Back in Action (2025) : Dylan

- Nicholas Hoult dans :
  - Ceux qui veulent ma mort (2021) : Patrick Blackwell
  - Nosferatu (2024) : Thomas Hutter

- Boran Kuzum (tr) dans :
  - Le Cataclysme de l'amour (tr) (2022) : Fırat
  - Bihter : A Forbidden Passion (tr) (2023) : Behlül

- Guillermo Lasheras (es) dans :
  - À travers ma fenêtre (2022) : Yoshua « Yoshi » García
  - À travers ma fenêtre 2 : L'Amour pour horizon (2023) : Yoshua « Yoshi » García

- Sean Teale dans :
  - Rosaline (2022) : Dario
  - La Mère de la mariée (2024) : RJ

- Kyle Gallner dans :
  - Smile (2022) : Joel
  - Smile 2 (2024) : Joel

- Danny Ramirez dans :
  - Une vie ou l'autre (2022) : Gabe
  - Captain America: Brave New World (2025) : Joaquin Torres / le Faucon

- David Corenswet dans :
  - Twisters (2024) : Scott
  - Superman (2025) : Clark Kent / Superman

- 1998 : L'Homme qui murmurait à l'oreille des chevaux : Joe Booker (Ty Hillman)
- 2001 : El Bola : Cobeta (Maximo Jiménez)
- 2002 : Hyper Noël : Charlie Calvin (Eric Lloyd)
- 2009 : La Dernière Maison sur la gauche : Justin (Spencer Treat Clark)
- 2010 : Une drôle d'histoire : Aaron (Thomas Mann)
- 2012 : Silent Hill: Revelation 3D : Vincent (Kit Harington)
- 2013 : Insaisissables : voix additionnelles
- 2014 : Dumb and Dumber De : Billy (Brady Bluhm (en))
- 2014 : The Search : Kolia (Maxim Emelianov)
- 2015 : The Night Before: Secret Party : Tommy Owens (Aaron Hill)
- 2015 : The Big Short : Le Casse du siècle : voix additionnelles
- 2016 : Divergente 3 : Au-delà du mur : Caleb Prior (Ansel Elgort)
- 2016 : Tu ne tueras point : Milt « Hollywood » Zane (Luke Pegler)
- 2017 : Un jour dans la vie de Billy Lynn : sergent Holliday (Ismael Cruz Cordova)
- 2017 : Pire Soirée : Scotty (Colton Haynes)
- 2017 : Le Bonhomme de neige : Magnus Skarre (Jakob Oftebro)
- 2018 : Love, Simon : Lyle (Joey Pollari)
- 2018 : Mamma Mia! Here We Go Again : Harry Bright, jeune (Hugh Skinner)
- 2018 : A.X.L. : Sam (Alex MacNicoll)
- 2018 : Dumplin' : Bo (Luke Benward)
- 2018 : Mortal Engines : Bevis Pod (Ronan Raftery (en))
- 2018 : Hunter Killer : Jimenez (Gabriel Chavarria)
- 2018 : The Predator : Sapir (Niall Matter)
- 2018 : Pacific Rim: Uprising : le cadet Ilya (Levi Meaden (en))
- 2018 : Une drôle de fin : Henry Beard (en) (Domhnall Gleeson)
- 2018 : Ruptures et compagnie : Jordan (James Rolleston (en))
- 2018 : Ton fils : Pedro (Marco H. Medina)
- 2019 : The Perfect Date : Franklin Volley (Blaine Kern III)
- 2019 : See You Yesterday : Jared (Rayshawn Richardson)
- 2019 : Spider-Man: Far From Home : Brad Davis (Remy Hii)
- 2019 : Last Christmas : Ed (Maxim Baldry)
- 2019 : Six Underground : Billy / « Quatre » / l'équilibriste (Ben Hardy)
- 2019 : Polaroid : Tyler (Davi Santos)
- 2019 : After : Chapitre 1 : Jace (Swen Temmel)
- 2019 : Zeroville : le cambrioleur (Craig Robinson)
- 2020 : Mode avion : Fausto [Qui ?]
- 2020 : Si tu savais... : Trig Carson (Wolfgang Novogratz (en))
- 2020 : Waiting for the Barbarians : le lieutenant (Sam Reid)
- 2020 : Black Beauty : George Winthorp (Calam Lynch (en))
- 2020 : The Craft : Les Nouvelles sorcières : Isaiah Harrison (Donald MacLean Jr.)
- 2020 : The Lovebirds : ? (?)
- 2021 : Cherry : le sergent North (Theo Barklem-Biggs (en))
- 2021 : Cibles mouvantes (en) : David Daftander (Anastasios Soulis (sv))
- 2021 : Chaos Walking : David « Davy » Prentiss Jr. (Nick Jonas)
- 2021 : Comme des proies (de) : Peter (Robert Finster)
- 2021 : 7 Prisonniers : Mateus (Christian Malheiros (pt))
- 2021 : Inconditionnel (tr) : le premier inspecteur (Ushan Çakır (tr))
- 2021 : Carnaval (pt) : Freddy Nunes (Micael Borges)
- 2022 : I Want You Back (en) : Jase (Pete Davidson)
- 2022 : Fresh : l'instructeur (Lachlan Quarmby)
- 2022 : Eaux profondes : le jeune inspecteur (Paul Teal)
- 2022 : The Northman : un jeune guerrier [Qui ?]
- 2022 : Nos cœurs meurtris : Luke Morrow (Nicholas Galitzine)
- 2022 : Halloween Ends : Corey Cunningham (Rohan Campbell)
- 2022 : À l'Ouest, rien de nouveau : ? (?)
- 2022 : Honor Society : Diesel (Andres Collantes)
- 2022 : Une nuit à la maternelle (it) : Eryk (Piotr Witkowski (pl))
- 2022 : Cours particulier : Burak (Halit Özgür Sarı (tr))
- 2022 : Paradise City : Ryan Swan (Blake Jenner)
- 2023 : You People : Danny (Jordan Firstman (en))
- 2023 : Rendez-vous à minuit (en) : ? (?)
- 2023 : The Last Kingdom : Sept rois doivent mourir : Ingilmundr (Laurie Davidson)
- 2023 : Les Blancs ne savent pas sauter : Phillip Williamson (Zak Steiner)
- 2023 : Reines en fuite : Joy (Santiago Michel)
- 2023 : Le Bonheur pour les débutants (en) : Jake (Luke Grimes)
- 2023 : Nos pires amis 2 : Maurillio (Carlos Santos (en))
- 2023 : The Creator : Shipley (Robbie Tann)
- 2023 : Nuovo Olimpo : Pietro Ghirardi (Andrea Di Luigi)
- 2023 : Carga Máxima (pt) : Afonso (Paulo Vilhena)
- 2023 : Rustin : Tom Kahn (Gus Halper)
- 2023 : Moi, apprivoisée ? Acte 2 : Kacper (Piotr Nerlewski (pl))
- 2023 : Noël comme si de rien n'était (en) : Jorgen (Mads Sjøgård Pettersen (no))
- 2023 : Une femme en jeu : Rodney Alcala (Daniel Zovatto)
- 2024 : En plein vol : Magnus (Billy Magnussen)
- 2024 : Five Blind Dates (en) : Richard (Yoson An (en))
- 2024 : Je m'appelle Loh Kiwan : Loh Kiwan (Song Joong-ki)
- 2024 : Jeu intérieur : Cyrus (James Morosini)
- 2024 : Trouble : Conny Rundqvist (Filip Berg (sv))
- 2024 : Don't Move : Richard (Finn Wittrock)
- 2024 : Love in 39 Degrees : Cemo (Ulaşcan Kutlu)
- 2025 : L'Amour dans l'objectif (en) : Milo Bonner (Phil Dunster (en))
- 2025 : A Working Man : ? (?)
- 2025 : Warfare : Sam (Joseph Quinn)
- 2025 : My Oxford Year : Jamie Davenport (Corey Mylchreest)

#### Films d'animation
- 2011 : Mission : Noël : voix additionnelles
- 2013 : Monstres Academy : Javier Rios
- 2014 : Dragons 2 : Eret[n 2]
- 2017 : Vixen: The Movie : Cisco Ramon
- 2019 : Le Règne des Supermen : Superboy[n 3]
- 2019 : Dragons 3 : Le Monde caché : Eret[n 2]
- 2020[n 4] : Demon Slayer: Kimetsu no Yaiba, le film : Le Train de l'Infini : Sabito
- 2021 : New Gods: Nezha Reborn (en) : Ao Bing
- 2021 : Chasseurs de trolls : Le Réveil des Titans : Archie
- 2021 : Monster Hunter: Legends of the Guild (en) : Julius
- 2021 : D'Artagnan et les Trois Mousquetaires (en) : D'Artagnan
- 2022 : Bob's Burgers, le film (en) : voix additionnelles
- 2022 : Krypto et les Super-Animaux : le Boston Terrier

### Télévision

#### Téléfilms
- Corbin Bleu[2] dans :
  - High School Musical : Premiers pas sur scène (2006) : Chad Danforth
  - High School Musical 2 (2007) : Chad Danforth
  - Jump in! (2007) : Isadore « Izzy » Daniels
  - To Write Love on Her Arms (2015) : Mackey

- James Rittinger dans :
  - Les Enfants maudits (2019) : Logan
  - Les Enfants maudits : Les secrets du manoir (2019) : Logan
  - Les Enfants maudits : Un amour interdit (2019) : Logan

- Andrew Rogers dans :
  - Trouver l'amour à Noël (2019) : Jon
  - Ne dites rien à ma fiancée (2020) : Ryan
  - Une nuit avec un serial killer (2021) : Kyle

- Evan Roderick (en) dans :
  - Les Malheurs de Ruby : Joyau caché (2021) : John
  - Un automne à Manhattan (2022) : Austin
  - Il était deux fois Noël (2022) : Max

- Zack Gold dans :
  - Frères de sang (2017) : David
  - Ma mère, mon poison (2019) : Aiden

- Jon Cor dans :
  - Séducteur et... tueur (2018) : Brian
  - Le Noël de Sophie (2019) : David

- Jacob Taylor dans :
  - Triangle amoureux mortel (2021) : Cole
  - Le Prix de la victoire (2022) : Cooper

- David Pinard dans :
  - Séduite par l'homme de ma fille (2021) : Blaine King
  - Noël aux grands magasins (2023) : Aidan

- Trevor Stines dans :
  - Souviens-toi, notre secret l'été dernier... (2019) : Rick Rhodes
  - Le lycée du harcèlement (2019) : Sean

- 2001 : Injustice : Alex Stone (Richard Banel)
- 2002 : Trop jeune pour être père : Matt Freeman (Paul Dano)
- 2009 : Papa poule, week-end cool : Rafael « Rafi » Solms (Krause Matti)
- 2009 : À l'aube du dernier jour : Shane Mayfield (Tyler Johnston)
- 2010 : Les demoiselles d'honneur s'en mêlent : Tony Penning (Lyle Brocato)
- 2011 : La Vidéo de la honte : Greg Nickels (Andy Fischer-Price)
- 2011 : Dans le sillage du passé : Sigi Klein (Christoph Letkowski)
- 2012 : Une famille peu ordinaire : Justin (Greg Calderone)
- 2012 : Golden Winter : Scooter (Sam Elliot Hafermalz)
- 2013 : Partitions amoureuses : Derek (Robert Bailey Jr.)
- 2013 : Gang of Taipei : Moustique (Mark Chao)
- 2014 : Brittany Murphy : La Mort suspecte d'une star : Ashton Kutcher (Adam Hagenbuch)
- 2014 : Drumline : A New Beat : Leon (Rome Flynn)
- 2015 : Les Dessous de Beverly Hills, 90210 : Ian Ziering (David Lennon)
- 2016 : Ma patronne, mon ennemie : Grant (Micah Alberti)
- 2016 : La demoiselle grise : Perry Morrison (Chris Meyer)
- 2016 : Barry : Saleem (Nash Avi)
- 2017 : Gentleman menteur : Charlie Stevens (Smith Madison)
- 2017 : Un Noël à El Camino : Eric Roth (Luke Grimes)
- 2018 : Un Noël à croquer : Clive (Joseph Cannata)
- 2018 : La tribu : Maikel (Manuel Huedo)
- 2018 : Marions-nous à Noël ! : Ryan (Curtis McGann)
- 2018 : Ton fils : Pedro (Marco H. Medina)
- 2018 : Eruption : LA : Stern (Tom Parker)
- 2018 : On s'était dit rendez-vous... A Noël : Liam (Scott Kyal)
- 2018 : Tremors : A Cold Day in Hell : Swackhammer (Rob Van Vuuren)
- 2018 : Une intruse dans ma famille : Luke (Garrett Westton)
- 2019 : Etudiante le jour, escort la nuit : Zach (Mitch Ainley)
- 2019 : Opération Love : Declan (John Bregar)
- 2019 : La tentation d'une mère : Dylan Warren (Tanner Buchanan)
- 2019 : Psycho Granny : Brad Kirkpatrick (Matthew Lawrence)
- 2019 : La nuit où ma fille a disparu... : Rick Watchorn (Al Mukadam)
- 2021 : Sur la piste de Noël : Brad (Drew Seeley)
- 2021 : S'échapper à tout prix : le policier Murphy (Kamen Casey)
- 2021 : Adolescence volée : Rob (Anthony Timpano)
- 2021 : 20 ans à nouveau ! : Rick Morgan (Marshall Williams)
- 2021 : Amoureux de ma prof : Andy Merritt (Hao Feng)
- 2021 : Le dernier bal des débutantes : Kenny (Raymond Roberts)
- 2021 : Serment mortel sur le campus : Kyle (Tyler Lain)
- 2022 : Les Harrington doivent mourir : Blake Klein (Bradley Hamilton)
- 2023 : Le Mystère des fils d'Orion : Nathan (Luke Charles Stafford)
- 2023 : Le Jeu fatal de mon amant : Jason (Steven Good)
- 2023 : Meurtre, richesse et décadence : Jamie (Ian Kyle Findley)
- 2024 : Chronique d'un meurtre annoncé : Paul (David Hurt)
- 2024 : Du sang sur la glace : Max (Ali Karr)
- 2024 : Un traître parmi nous : Jared Clark (Nick Puya)

#### Séries télévisées
- Corbin Bleu dans :
  - Hannah Montana (2006 / 2008) : Johnny Collins (saison 1, épisode 1 et saison 2, épisode 29)
  - Blue Bloods (2012) : l'officier Blake (saison 3, épisode 1)
  - Drop Dead Diva (2014) : Michael Donaldson (saison 6, épisodes 1 et 2)
  - High School Musical : La Comédie musicale, la série (2022) : Corbin Bleu (saison 3, épisode 1)

- Sean Teale dans :
  - Skins (2011-2012) : Nicholas « Nick » Levan (18 épisodes)
  - Reign : Le Destin d'une reine (2014-2015) : Louis Condé, le prince du sang (22 épisodes)
  - Who is Erin Carter? (en) (2023) : Jordi Collantes (mini-série)

- Joseph Quinn dans :
  - Retour à Howards End (2017) : Leonard Bast (mini-série)
  - C.B. Strike (2020) : Billy Knight (saison 3)
  - Stranger Things (2022) : Eddie Munson (saison 4)

- Jonathan Whitesell dans :
  - Les Nouvelles Aventures de Sabrina (2018-2020) : Robin Goodfellow (13 épisodes)
  - Riverdale (2019) : Kurtz (saison 3)
  - Tracker (2025) : Paul James Hamilton (saison 2, épisode 12)

- Zeeko Zaki dans :
  - FBI (depuis 2018) : Omar Adom « OA » Zidan
  - FBI: Most Wanted (2020-2023) : Omar Adom « OA » Zidan (3 épisodes)
  - FBI: International (2021) : Omar Adom « OA » Zidan (saison 1, épisode 1)

- David Gallagher dans :
  - Sept à la maison (1996-2000) : Simon Camden (1re voix, saisons 1 à 4)
  - Bones (2008) : Ryan Stephenson (saison 4, épisode 6)

- Redaric Williams (en) dans :
  - Les Feux de l'amour (2012-2014) : Tyler Michaelson (135 épisodes)
  - Lucifer (2016) : Ty Huntley (saison 1, épisode 3)

- Colin Hanks dans :
  - Life in Pieces (2015-2019) : Greg Short (79 épisodes)
  - The Offer (2022) : Barry Lapidus (mini-série)

- Max Thieriot dans :
  - SEAL Team (2017-2022) : Clay Spenser (102 épisodes)
  - Fire Country (depuis 2022) : Bode Donovan / Bode Leone

- Rome Flynn dans :
  - Murder (2018) : Gabriel Maddox (1re voix - saison 4, épisode 15)
  - Grey's Anatomy (2022) : Wendell Ndugu (saison 18)

- Jannis Niewöhner dans :
  - Beat (de) (2018) : Robert « Beat » Schlag
  - The New Look (2024) : Walter Schellenberg

- Carl Lundstedt dans :
  - Cloak and Dagger (2018-2019) : Liam Walsh (6 épisodes)
  - Manifest (2020-2023) : Billy (8 épisodes)

- Michael Evans Behling dans :
  - All American (depuis 2018) : Jordan Baker
  - All American: Homecoming (2022) : Jordan Baker (4 épisodes)

- Emilio Garcia-Sanchez dans :
  - The Society (2019) : Jason (10 épisodes)
  - L'Amour au temps du Corona (en) (2020) : Adam (mini-série)

- Micah Stock (en) dans :
  - Bonding (2019-2021) : Doug (14 épisodes)
  - Kindred (2022) : Kevin Franklin (mini-série)

- Jack Quaid dans :
  - The Boys (depuis 2019) : Hughie « le P'tit » Campbell (en)
  - Star Trek: Strange New Worlds (2023) : l'enseigne Brad Boimler (saison 2, épisode 7)

- Thomas Doherty dans :
  - High Fidelity (2020) : Liam Shawcross (3 épisodes)
  - Gossip Girl (2021-2023) : Max Wolfe (22 épisodes)

- Matt Lauria dans :
  - Little Birds (2020) : Bill (5 épisodes)
  - Les Experts : Vegas (2021-2024) : Joshua « Josh » Folsom (41 épisodes)

- Dimitri Leonidas dans :
  - The One (2021) : James Whiting
  - Those About to Die (2024) : Scorpus

- Danny Ramirez dans :
  - Falcon et le Soldat de l'hiver (2021) : Joaquin Torres (mini-série)
  - The Last of Us (2025) : Manny Alvarez (saison 2)

- Cameron Cowperthwaite dans :
  - American Horror Stories (2022) : Charlie (saison 2, épisode 7)
  - Dahmer - Monstres : L'Histoire de Jeffrey Dahmer (2022) : Steven Hicks (mini-série)

- Laurie Davidson dans :
  - Sandman (2022) : Mark Brewer (saison 1, épisode 5)
  - Mary and George (2024) : Robert Carr, 1er comte de Somerset (mini-série)

- Jacob Collins-Levy dans :
  - The Witcher : L'Héritage du sang (2022) : Eredin (mini-série)
  - Nautilus (2024) : le capitaine Youngblood

- Dave Franco dans :
  - The Afterparty (2022) : Xavier (saison 1)
  - The Studio (2025) : Dave Franco (saison 1, épisode 3)

- Sam Corlett (en) dans :
  - Vikings: Valhalla (2022-2024) : Leif Erikson (24 épisodes)
  - Territory (en) (2024) : Marshall Lawson

- 1997-1998 : Un pasteur d'enfer : Fred Weber (Spencer Breslin puis Michael Finiguerra) (25 épisodes)
- 1998-2000 : Les Nouvelles Aventures de Flipper le dauphin : Chris Parker (Craig Marriott)
- 1998-2002 : X-Files : Aux frontières du réel : Gibson Praise (Jeff Gulka) (5 épisodes)
- 2001-2014 : Degrassi, nouvelle génération : Gavin « Spinner » Mason (Shane Kippel) (181 épisodes)
- 2006-2007 : Jericho : Sean Henthorn (Shiloh Fernandez)
- 2006-2010 : Les Experts : Manhattan : Reed Garret (Kyle Gallner) (saisons 3, 4 et 6)
- 2011 : Les Experts : Trent Moore (Patrick Stafford) (saison 11, épisode 10)
- 2011 : Sons of Anarchy : Frecks (Khleo Thomas) (saison 4, épisode 3)
- 2013 : Merlin : Mordred (Alexander Vlahos) (saison 5)
- 2013 : Drop Dead Diva : Zach Trent (Nico Evers-Swindell (en)) (saison 5, épisode 13)
- 2014 : Leaving : Aaron (Callum Turner)
- 2016 : Reine du Sud : Drake (Dominyck McCargo) (saison 1)
- 2016 : X Company : Klaus Frommer (Vinzenz Wagner) (saison 2)
- 2016-2017 : Once Upon a Time : Gideon (Giles Matthey (en)) (14 épisodes)
- 2017 : Big Little Lies : Tom (Joseph Cross) (mini-série, épisode 1)
- 2017-2018 : Soupçon de magie : Noah (James Rittinger) (8 épisodes)
- 2017-2019 : L'Arme fatale : Roger Murtaugh, Jr. (Dante Brown)
- 2017-2019 : Shadowhunters : Bat Velasquez (Kevin Alves (en)) (8 épisodes)
- 2018 : Here and Now : Ramon Bayer-Boatwright (Daniel Zovatto)
- 2018 : The Outpost : Raelius (Will Rubio) (saison 1)
- 2018 : Nightflyers : Thale (Sam Strike (en))
- 2018 : Dietland (en) : Ben (Will Seefried)
- 2018 : Le Détenu : Bocinas (Armando Espitia (es)) (12 épisodes)
- 2018 : Save Me : BJ McGory (Phil Dunster (en)) (saison 1)
- 2018-2019 : Trapped : Víkingur (Aron Már Ólafsson) (10 épisodes)
- 2018-2019 : Lodge 49 (en) : Sean « Dud » Dudley (Wyatt Russell) (20 épisodes)
- 2018-2019 : Vikings : Æthelred (Darren Cahill) (2e voix, saison 5)
- 2018-2020 : The Last Kingdom : Jackdaw (Tygo Gernandt) (8 épisodes)
- 2018-2024 : Yellowstone : Jimmy Hurdstrom (Jefferson White (en)) (53 épisodes)
- 2018[n 5]-2025 : Cobra Kai : Robby Keene (Tanner Buchanan)

(65 épisodes)
- 2019 : Catch-22 : le capitaine Aardvark « Aarfy » (Rafi Gavron) (mini-série)
- 2019 : Shrill : Pete (Michael Liu)
- 2019 : Chambers : Elliott Lefevre (Nicholas Galitzine) (10 épisodes)
- 2019 : Harry Bosch : Terry Spencer (Doug Simpson) (saison 5)
- 2019 : The Terror : Walt Yoshida (Lee Shorten) (saison 2)
- 2019 : Marvel : Les Agents du SHIELD : Trevor Khan (Shainu Bala) (saison 6)
- 2019 : Treadstone : John Randolph Bentley (Jeremy Irvine) (10 épisodes)
- 2019 : The Walking Dead : Brandon Rose (Blaine Kern III) (saison 10)
- 2019 : Dollface : Jeremy (Connor Hines) (saison 1)
- 2019-2020 : Les Meurtres de Valhalla : Erlingur (Bergur Ebbi Benediktsson) (8 épisodes)
- 2019-2021 : City on a Hill : Jimmy Ryan (Mark O'Brien) (14 épisodes)
- 2019-2022 : Roswell, New Mexico : Max Evans (Nathan Parsons) (52 épisodes)
- 2019-2022 : Pennyworth : Alfred Pennyworth (Jack Bannon) (30 épisodes)
- 2019-2023 : Workin' Moms : Forrest Greenwood (Donald MacLean Jr.) (16 épisodes)
- 2019-2024 : Good Trouble : Gael Martinez (Tommy Martinez) (88 épisodes)
- depuis 2019 : Euphoria : Nate Jacobs (Jacob Elordi)
- depuis 2019 : The Chosen : Simon Pierre (Shahar Isaac)
- 2020 : I Am Not Okay with This : Bradley « Brad » Lewis (Richard Ellis)
- 2020 : Sweet Home : Shin Jung-Seop (Heo Joon-seok)
- 2020 : Shadowplay : Max McLaughlin (Taylor Kitsch)
- 2020 : Space Force : Dr Vandeveld (Thomas Ohrstrom) (saison 1)
- 2020 : Homeland : Drew Soto (Sam Chance) (saison 8)
- 2020 : A Teacher (en) : Cody David (Cameron Moulène) (mini-série)
- 2020 : Les 100 : Dr Gabriel Santiago (Chuku Modu) (2e voix, saison 7)
- 2020 : Les Enquêtes de Vera : Ryan Derring (Thomas Davison) (saison 10, épisode 3)
- 2020-2021 : Work in Progress : Jamal (Tyler Anthony Davis) (7 épisodes)
- 2020-2022 : Locke and Key : Tyler Locke (Connor Jessup)
- 2020-2022 : Love, Victor : Andrew (Mason Gooding)
- 2020-2022 : Stargirl : Rick Tyler / Hourman II (Cameron Gellman)
- 2020-2022 : Grey's Anatomy : Station 19 : Emmett Dixon (Lachlan Buchanan) (28 épisodes)
- 2020-2022 : Star Trek: Picard : Elnor (Evan Evagora) (15 épisodes)
- depuis 2020 : Blood and Water : Chad Morgan (Ryle De Morny)
- depuis 2020 : 9-1-1: Lone Star : Tyler Kennedy « TK » Strand (Ronen Rubinstein)
- depuis 2020 : Outer Banks : Topper (Austin North)
- 2021 : Mare of Easttown : l'inspecteur Colin Zabel (Evan Peters) (mini-série)
- 2021 : Brand New Cherry Flavor : Roy Hardaway (Jeff Ward (en)) (mini-série)
- 2021 : The Silent Sea : le lieutenant Ryoo Tae-seok (Lee Joon) (8 épisodes)
- 2021 : Maid : Sean (Nick Robinson) (mini-série)
- 2021 : Emily in Paris : Gabriel (Lucas Bravo) (2e voix, saison 2)
- 2021 : Y, le dernier homme : Yorick Brown (Ben Schnetzer)
- 2021 : Only Murders in the Building : Oscar Torres (Aaron Dominguez) (saison 1)
- 2021 :  Souviens-toi... l'été dernier : Johnny Laela (Sebastian Amoruso)
- 2021 : S.W.A.T. : Gabriel (Ricardo Abarca (es)) (saison 5, épisodes 1 et 2)
- 2021 : See : Frye (Adam Morse) (saison 2)
- 2021 : Time (en) : Floyd Walker (Philip Barantini)
- 2021 : Wakefield : Nikhil « Nik » Katira (Rudi Dharmalingam (en)) (mini-série)
- 2021 : The Sex Lives of College Girls : Dalton (James Morosini) (saison 1)
- 2021-2022 : Big Sky : Jag Bhullar (Vinny Chhibber) (15 épisodes)
- 2021-2022 : Destin : La Saga Winx : Sky d'Eraklyon (Danny Griffin) (13 épisodes)
- 2021-2022 : Qui a tué Sara ? : Nicandro Gómez (Matías Novoa (en)) (13 épisodes)
- 2021-2022 : Young Sheldon : Darren (Caleb Emery) (3 épisodes)
- 2022 : Les Monstres de Cracovie : Lucky (Stanisław Linowski (pl))
- 2022 : The Wilds : Kirin O'Conner (Charles Alexander)
- 2022 : Baby Fever : Mathias (Simon Sears (da))
- 2022 : Plan de carrière : Todd Ames (Will Stout)
- 2022 : House of the Dragon : Sir Joffrey Lonmouth (Solly McLeod (en))
- 2022 : The Staircase : Todd Peterson (Patrick Schwarzenegger) (mini-série)
- 2022 : The First Lady : Gerald Ford jeune (Jake Picking (en)) (mini-série)
- 2022 : Périphériques, les mondes de Flynne : ? (?)
- 2022 : The Righteous Gemstones : Harmon Freeman (Macaulay Culkin) (saison 2, épisodes 8 et 9)
- 2022 : The Old Man : Raymond Waters (E. J. Bonilla)
- 2022 : Players (en) : Chris McManus (Ryan O'Flanagan)
- 2022 : Andor : Timm Karlo (James McArdle (en)) et Corv (Noof Ousellam) (saison 1)
- 2022-2023 : The Winchesters : John Winchester (Drake Rodger) (13 épisodes)
- 2022-2023 : Esprits criminels : Tyler Green (Ryan-James Hatanaka) (saison 16)
- 2022-2023 : Élite : Dídac (Álvaro de Juana) (16 épisodes)
- depuis 2022 : Slow Horses : River Cartwright (Jack Lowden)
- depuis 2022 : The Gilded Age : Tom Raikes (Thomas Cocquerel (en))
- 2023 : You : Connie (Dario Coates (en)) (saison 4)
- 2023 : Luden : Les Rois du quartier rouge (de) : Andy Horn (Henning Flüsloh (de))
- 2023 : Minx : Shane Brody (Taylor Zakhar Perez)
- 2023 : Wellmania : Dalbert Tan (Remy Hii)
- 2023 : La Reine Charlotte : Un chapitre Bridgerton : le roi George III jeune (Corey Mylchreest) (mini-série)
- 2023 : Deadloch : Sven Alderman (Tom Ballard (en))
- 2023 : Glamorous : Parker (Graham Parkhurst)
- 2023 : Celebrity (en) : Jin Tae-jeon (Lee Dong-gun (en))
- 2023 : The Changeling (en) : Brian West (Jared Abrahamson)
- 2023 : Hasta el cielo : La série (es) : Nando (Ramon Sanchez) (7 épisodes)
- 2023 : Not Dead Yet : Edward (Rick Glassman)
- 2023 : Bodies : Alby (Edwin Thomas (en)) (mini-série)
- 2023 : Sans laisser de traces (es) : Luís (Adrian Grösser (es))
- 2023 : Champion (en) : Memet (Kerim Assan) (8 épisodes)
- 2023-2024 : La Créature de Kyŏngsŏng : Kwon Jun-taek (Wi Ha-joon)
- 2024 : Les Frères Sun : Terrence « TK » Kang (Joon Lee) (8 épisodes)
- 2024 : Echo : Victor « Vickie » Tyson (Thomas E. Sullivan) (mini-série)
- 2024 : Masters of the Air : le caporal Everett Ernest Blakely (en) (David Shields) (mini-série)
- 2024 : Dans cette vie ou une autre (es) : Gabriel Montoya Vidal « Baby » (adulte) (Quim Ávila) (mini-série)
- 2024 : Heeramandi : Les Diamants de la cour : Balraj [Qui ?]
- 2024 : Merci et au suivant ! : Feyyaz (Boran Kuzum (tr))
- 2024 : D'une main de fer : Ricardo Manchado (Enric Auquer (es)) (mini-série)
- 2024 : Zorro : Janus Carter (Peter Vives (es))
- 2024 : Pour seul bagage (en) : Han Jeong-won (Gong Yoo) (mini-série)
- 2024 : High Potential : Shane Seger (Adam Hagenbuch (de)) (saison 1, épisode 5)
- 2024 : Sexe Intentions : Scott Russell (Khobe Clarke (en))
- 2025 : À fleur d'eau : Nick (Joshua Eady)
- 2025 : Black Mirror : Kris El Masry (Bilal Hasna (en)) (saison 7, épisode 6)
- 2025 : El jardinero : Mon Santís (Víctor Castilla) (mini-série)
- 2025 : Nous les menteurs : Ebon (Dempsey Bryk (en))
- 2025 : Washington Black : le vrai Billy McGee (Jeremy Walmsley) (mini-série)

#### Séries d'animation
- 1999-2004 : Rolie Polie Olie : Olie
- 2003 : Transformers Armada : Carlos
- 2004 : Transformers Energon : Chad « Kicker » Jones
- 2006 : Roary, la voiture de course : Maxi
- 2008 : Blaise le blasé : Blaise Leblan
- 2017 : La Ligue des justiciers : Action : Mister Terrific
- 2017-2021 : Oswaldo : Oswaldo
- 2018 : Last Hope (en)[4] : Sieg/Lon
- 2018 : La Colline aux lapins[5] : le capitaine Sainfoen
- 2019 : Carole and Tuesday : Kyle
- 2019 : Saiki Kusuo no Ψ Nan: Le Retour : Shun Kaido et Reita Toritsuka
- 2019 : Carmen Sandiego : Troll
- 2019 : 7 Seeds : Hyo
- 2019[n 6] : Demon Slayer: Kimetsu no Yaiba : Sabito (saison 1, épisode 3)
- 2020 : Mages et Sorciers : Les Contes d'Arcadia : Archie
- 2020 : Noblesse : Yusuke
- 2020 : Japan Sinks 2020 : Haruo
- 2020 : Cagaster : Franz
- 2020 : Drifting Dragons : voix additionnelles
- 2020-2024 : Star Trek: Lower Decks : l'enseigne Brad Boimler
- depuis 2020 : Beastars : Legoshi
- 2021 : Arcane : Marcus
- 2021 : L'Attaque des Titans : Kord
- depuis 2021 : Horimiya : Miyamura Izumi
- 2022 : Le Requiem du roi des roses : Édouard IV
- 2022 : Ultraman (en) : Kotaro Higashi
- 2022 : Spriggan (en) : Yu Ominae
- 2022 : The Boys présentent : Les Diaboliques : Hughie « le P'tit » Campbell[n 7]
- 2022 : Kakegurui Twin : voix additionnelles
- 2022 : Tekken: Bloodline (en) : Jin Kazama
- 2022 : Chainsaw Man : Samouraï Sword
- 2023 : Vinland Saga : Einar (doublage Netflix)
- 2023 : Edens Zero : Laguna
- 2023 : The Eminence in Shadow : Goldie
- 2023 : Strange Planet (en) : Super adorateur
- 2023 : Gustave : divers personnages (création de voix)
- 2023-2024 : Undead Unluck : Andy
- 2024 : Gloutons et Dragons : Laios
- 2024 : Metallic Rouge : Jean Yunghart
- 2024 : The Grimm Variations : Grey

### Jeux vidéo
- 2019 : Anthem : le personnage principal masculin
- 2019 : Death Stranding : voix additionnelles
- 2019 : FIFA 20 : Revvy
- 2020 : Mafia: Definitive Edition : Paulie
- 2020 : Watch Dogs: Legion : ?
- 2021 : Deathloop : des éternalistes
- 2021 : Far Cry 6 : Jason Brody (DLC La Folie de Vaas)
- 2021 : New World : divers personnages
- 2022 : Horizon Forbidden West : le capitaine Buchanan et voix additionnelles
- 2022 : Lego Star Wars : La Saga Skywalker : Poe Dameron
- 2023 : Starfield : l'IA de l'hôtel Volii et voix additionnelles
- 2023 : Cyberpunk 2077 : Phantom Liberty : Bill et voix additionnelles
- 2024 : Skull and Bones : voix additionnelles
- 2024 : Dragon Age: The Veilguard : voix additionnelles

## Voix off
Publicités
- Groupama
- Mr.Bricolage
- SFR
- Hasbro
- Cartoon Network
- Ministère du travail
- Nintendo
- Renault
- BNP
- Quick
- Volkswagen
- Artisanat
- Wilkinson Sword
- Crédit agricole
- Malakoff Humanis